# Ivoorwesp
De ivoorwesp (Lestica alata) is een vliesvleugelig insect uit de familie van de graafwespen (Crabronidae). De wetenschappelijke naam van de soort is voor het eerst geldig gepubliceerd in 1797 door Panzer.